# Лъвленд
Лъвленд (на английски: Loveland) е град в окръг Ларимър, щата Колорадо, САЩ. Лъвленд е с население от 76 701 жители (2017) и обща площ от 66,1 km². Намира се на 1519 m надморска височина. ЗИП кодът му е 80534, 80537-80539, а телефонният му код е 970.